# Льюис, Бренда
Бренда Льюис (англ. Brenda Lewis), настоящее имя Бирди Соломон (англ. Birdie Solomon) (2 марта 1921, Гаррисберг, Пенсильвания, США — 16 сентября, 2017, Вестпорт, Коннектикут) — американская оперная певица (сопрано), актриса музыкального театра, оперный режиссёр, педагог. Более двадцати лет сотрудничала с театром Нью-Йорк-сити-опера. Участвовала в нескольких мировых премьерах опер американских композиторов, в том числе в заглавной роли в опере Джека Бисона «Лиззи Борден» (1965 год). В 1952—1965 годах часто пела в Метрополитен-Опере, выступала в качестве приглашенной актрисы с известными оперными труппами как на национальном, так и на международном уровне. Известна в основном как интерпретатор американских опер и мюзиклов.

## Образование и начало карьеры
Бирди Соломон родилась в еврейской семье в Гаррисберге. Жила в Санбери, штат Пенсильвания, где ее отец работал на металлургическом предприятии. Семья поддерживала её увлечение музыкой. Изучала медицину в Университете штата Пенсильвания, пела в вокальном ансамбле. Получила стипендию на обучение в Кертисовском институте музыки.
18-летней студенткой в декабре 1939 года дебютировала в Филадельфийской опере во второстепенной роли в опере В. А. Моцарта «Свадьба Фигаро». В последующие три года спела на этой сцене ещё несколько ролей, среди которых Эсмеральда («Проданная невеста» Б. Сметаны, 1940), Минни («Летучая мышь» И. Штрауса, 1940), Джульетту («Сказки Гофмана» Ж. Оффенбаха, 1941), Маршальша («Кавалер розы» Р. Штрауса, 1941), Дорабелла («Так поступают все» Моцарта, 1942).

## Работа в Нью-Йорке
В мае 1944 года Льюис дебютировала на Бродвее в Новой опере в роли Ганны Главари в оперетте Ф. Легара «„Веселая вдова“» с Яном Кепурой. В 1944 году в Новой опере спела заглавную партию в опере Э. Вольфа-Феррари «Секрет Сусанны». В 1948 году сыграла главную женскую роль (Она) в американской премьере оперы Б. Бриттена «Поругание Лукреции». В следующем году в мировой премьере оперы «Регина» Марка Блицштейна с успехом сыграла Бирди Хаббард и пела эту партию позже в Нью-Йорк-сити-опера в 1953 и 1958 годах. Выступала на Бродвее в мюзикле 1954 года «Девушка в розовом трико» Зигмунда Ромберга в роли Лотты Лесли и в мюзикле 1964 года «Кафе „Корона“» Крафта в роли мадам Коул.
В сезоне 1944/45 пела Саффи в «Цыганском бароне» Штрауса в спектакле Нью-Йорк-сити-опера в постановке Сола Юрока. В Линкольн-Центре дебютировала в роли Сантуццы в опере П. Масканьи «Сельская честь». В следующие двадцать лет Льюис пела в этом театре Чио-Чио-сан («Мадам Баттерфляй» Дж. Пуччини), Донну Эльвиру («Дон Жуан» Моцарта), Идаманта («Идоменей» Моцарта), Марженку (««Проданная невеста»), Маргариту ("Фауст» Ш. Гуно), Кармен («Кармен» Ж. Бизе), Саломею («Саломея» Р. Штрауса) и другие партии. В 1959 году играла Зиниду в оригинальной постановке оперы Роберта Уорда «Тот, кто получает пощёчины». Последней ролью Льюис в Нью-Йорк-сити-опера также стала мировая премьера: в опере Джека Бисона «Лиззи Борден» в 1965 году певица исполнила заглавную роль, эта постановка снята на киноплёнку в Бостоне и транслировалась по телевидению на канале PBS в 1967 году.
В 1950—60-х годах Льюис регулярно выступала и в Метрополитен-опере. Впервые на этой сцене выступила 24 января 1952 года в роли Мюзетты («Богема» Пуччини). Пела Розалинду («Летучая мышь»), Донну Эльвиру, Марину («Борис Годунов» М. П. Мусоргского), Венеру («Тангейзер» Р. Вагнера), Кармен, Саломею, Ванессу («Ванесса» С. Барбера). Последнее выступление в Метрополитен-опере — Мари в «Воццеке» А. Берга в феврале 1965 года.

## Выступления в других театрах
За рубежом Льюис впервые выступила в Монреальской опере в 1945 году. Несколько раз выступала в Городском театре Рио-де-Жанейро в 1940-х и 1950-х годах. В Венской народной опере играла главную роль в австрийской премьере мюзиклов Портера «Целуй меня, Кэт» (1956) и Берлина «Энни получает Ваше оружие» (1957), пела эти роли и в Цюрихской опере в Швейцарии.
В качестве приглашённой солистки выступала в оперных театрах Цинциннати, Далласа, Нового Орлеана, Питтсбурга, Бостона, Сиэтла, Сан-Франциско, Хьюстона, Чикаго, Филадельфии, на фестивале в Сан-Антонио.

## После завершения карьеры
После ухода с оперной сцены в конце 1960-х годов Льюис посвятила себя режиссёрской деятельности в оперном театре Нью-Хейвен. Преподавала на вокальном факультете Hartt School of Music и занималась постановкой студенческих спектаклей.
Льюис была замужем дважды, имела двух сыновей в первом браке и дочь во втором браке.
Умерла 16 сентября 2017 года в своем доме в Вестпорте в возрасте 96 лет.

## Записи
- Дж. Пуччини, «Богема» (1953, радио-трансляция из Метрополитен-оперы с Викторией де лос Анхелес)
- «Девушка в розовом трико» (The Girl In Pink Tights) — Original Broadway Cast Album (1954)
- М. Блицштейн, «Регина» (1958, Sony)
- «Норвежская песня» — Jones Beach Marine Theater (1958)
- Дж. Бисон, «Лиззи Борден» — Cambridge Festival Orchestra (1965)